# East Camden (Dél-Karolina)
East Camden statisztikai település az USA Dél-Karolina államában. Lakosainak száma 3215 fő (2020. április 1.).

## Népesség
A település népességének változása:

| 2020 | 3 215 |